# Ang Chan II

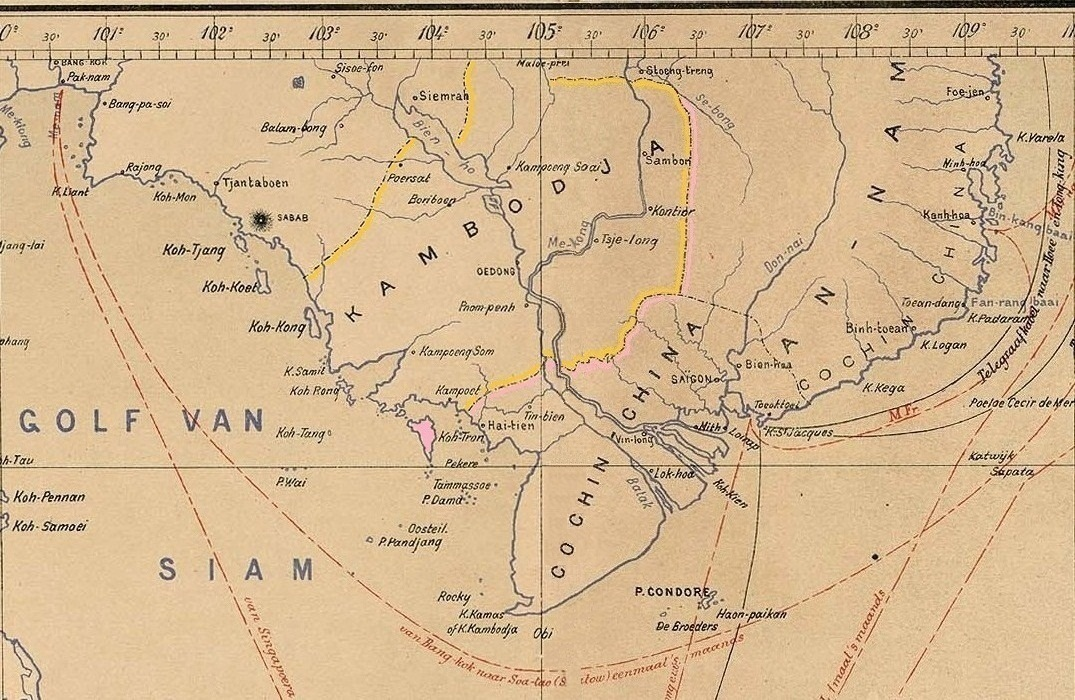
Bản đồ Cao Miên và Nam Kỳ 1841-1889.

Ang Chan II (1792-1834), tiếng Khmer: អង្គចន្ទទី៣, Ang Chan, còn được gọi là Outey Reachea III, hoặc Udayaraja III, là vua của Campuchia vào thời kỳ 1806-1834. Sách sử Việt Nam gọi ông là Nặc Ông Chăn hoặc Nặc Chăn (chữ Hán: 匿螉禛).

## Tiểu sử
Ang Chan là con trai cả của vua Ang Eng (Nặc Ấn, 1772-1796).
Khi vua cha Ang Eng mất vào khoảng năm 1796, Ang Chan còn nhỏ, mới khoảng hơn 4 tuổi, nhân đó vua Xiêm Rama I, không đưa Ang Chan lên ngôi. Thay vào đó, vua Xiêm cử quan bảo hộ tên là Pok, thay cho cựu nhiếp chính Bên (Chao Phraya Abhaya Bhubet, Chiêu thùy Biện), sang Cao Miên cai trị trong 10 năm.
Năm 1806, sau khi Pok chết, triều đình Xiêm La mới chấp nhận đưa Ang Chan lên ngôi vua Cao Miên.
Năm 1802, Nguyễn Ánh thống nhất đất nước, lên ngôi hiệu là Gia Long, đặt tên nước là Việt Nam.
Nặc Chăn sau đó không muốn theo Xiêm La nữa mà sai sai sứ thần là Ốc nha Bôn Lịch đến xin được thần phục vua Gia Long nước Việt Nam.
Năm 1807, Gia Long phong cho Nặc Chăn làm Quốc vương Cao Miên rồi sai Ngô Nhơn Tĩnh, Trần Công Đàn làm Chánh phó sứ mang sắc phong và ấn mạ vàng có núm hình lạc đà đến Chân Lạp, làm lễ sách phong, rồi định ra lệ cống tiến mỗi 3 năm 1 lần, lấy năm 1807 làm đầu.
Năm 1809, vua Xiêm La Rama II lên ngôi. Nước Xiêm La bị nước Miến Điện đánh, trưng 5.000 quân ở Chân Lạp. Nặc Chăn sai các em là Nặc Nguyên (Ang Suguon - trùng tên với Chey Chettha VII), Nặc Yêm, và Nặc Đôn đem quân đi và sai Triệu Bồn Nha chạy báo tin cho Gia Định biết.
Năm 1810, Nặc Chăn sai ốc Nha là Ma A Mân Si đưa thư đến Gia Định nói: năm trước sai em là Nặc Nguyên, Nặc Yêm, Nặc Đôn cùng ốc Nha là bọn Cao La Hâm Mang và Trà Tri Biện sang Xiêm, đến nay Xiêm sai Uất Vô Thi đưa bọn Nguyên về, khiến chia đất Chân Lạp cho Nguyên làm vua thứ hai, Đôn làm vua thứ ba, lại đòi 1 vạn binh để đánh Diến Điện, Chăn ngờ Cao La Hâm Mang và Trà Tri Biện thông mưu với nước Xiêm, có ý làm phản, bèn giết đi.
Nặc Chăn đã giết Cao La Hâm Mang, Trà Tri Biện, bè Đảng là Đê Đô Minh giữ đất Bông Xuy và A Phi Phù Biệt Biện đóng đồn ở Bắc Tầm Bôn để làm phản. Nước Xiêm sai tướng là bọn Phi Mã Long Mang và Phi Nhã Na Trật đem trọng binh đến giúp. Chăn cả sợ, sai người đi cầu viện.
Xiêm La đòi Nặc Chăn chia quyền cho các em (Nguyên làm vua thứ 2, Yêm làm vua thứ 3) nhưng Chăn từ chối, Xiêm La liền cho quân sang đánh, buộc Nặc Chăn bỏ chạy sang cầu cứu Việt Nam.
Ba người em trai của Ang Chan là Nguyên, Yêm, Đôn sau đó bỏ theo Xiêm làm quan các tỉnh do Xiêm đang chiếm là Bắc Tầm Bôn (Battambang), Siem Riep, Pursat.
Quân của Nguyễn Văn Nhân đến La Bích. Nặc Chăn đến đón, xin quan quân tiến đánh lấy Bắc Tầm Bôn. Văn Nhân bảo Chăn đem quân trong nước đi trước. Chăn từ chối, nói không có quân, Văn Nhân đem tình trạng tâu lên.
Nguyễn  Văn Nhân đóng quân ở La Bích. Tướng Xiêm là Phi Nhã Long Mang ở Bắc Tầm Bồn sợ không dám động quân, người đưa thư đến Nặc Chăn nói: "Trước đây vì Diến Điện xâm lấn cho nên đòi binh viện trợ. Nay Diến Điện đã lui nên bãi việc đòi binh".
Nguyễn Văn Nhân rút quân về. Nặc Chăn lấy cớ nước mới yên định, tình dân chưa yên, xin lưu quân lại bảo vệ. Vua Gia Long sai Nguyễn Văn Tồn (người gốc Khmer làm quan Việt Nam) đem 1.000 binh đồn Uy viễn (nay thuộc Trà Ôn, Vĩnh Long) đến đóng ở Chân Lạp.
Tân mùi, Gia Long năm thứ 10 [1811], nước Chân Lạp sai sứ đến cống, và xin đổi quốc hiệu làm Ân Di Bắc Phủ Lài. Vua Gia Long không cho.
Nặc Nguyên trốn đến Phủ Lật (tức Pursat), nhiều tội nhân trốn của nước ấy đi theo, sửa sang binh khí để tự giữ, xin cắt cho đất ba phủ (Phủ Ca Khu, phủ Lòng, phủ Trung) để ở, lại sai người cầu viện với Xiêm, Xiêm sai tướng là Phi Nhã Nhâm Ba Lạc đóng quân ở Bắc Tầm Bôn, thế rất dữ tợn. Nặc Chăn sợ, báo gấp cho Gia Định. Tổng trấn Nguyễn Văn Nhân đem việc tâu lên. Sai trấn thủ Định Tường là Nguyễn Văn Thụy (Thoại) đem quân đến La Bích, nói phao là đi lấy gỗ, để viện trợ ngầm.
Năm 1812, Nặc Nguyên đem quân Xiêm về cướp thành La Bích (Cuộc nổi loạn Campuchia (1811-1812)). Quân Xiêm chia làm năm đạo đánh xuống. Nặc Yêm và Nặc Đôn đều chạy sang với người Xiêm. Nặc Chăn bỏ thành chạy về Nam Vang. Vừa đó quân của Nguyễn Văn Thụy đến, đưa Chăn đi Gia Định, còn quân Việt thì đóng ở Lô Yêm để giúp dân Chân Lạp dời chạy vào nội địa.
Năm 1812, Gia Long sai Tổng trấn thành Gia Định là Lê Văn Duyệt và Hiệp tổng trấn là Ngô Nhân Tĩnh đại phát thủy binh hơn 13.000 người đưa quốc vương Chân Lạp là Nặc Chăn về nước. Lê Văn Duyệt dâng sớ xin xây thành Nam Vang (Phnôm Pênh) và thành La-Lêm.
Quan quân của Gia Long cũng cho sửa đền thờ Khai quốc công thần Nguyễn Hữu Kính (đền ở Nam Vang; trước kia Nguyễn Hữu Kính đi kinh lược Chân Lạp đóng quân ở đấy; sau khi chết, dân Chân Lạp làm đền thờ ngay đấy, gọi là đền Lễ công).
Khi xây xong thành Nam Vang (Phnôm Pênh) và thành La-Lêm. Gia Long cho Lê Văn Duyệt rút quân về, cho Nguyễn Văn Thoại đem 1.000 quân sang trấn giữ thành Nam Vang và xác lập quyền "bảo hộ" Chân Lạp.
Nặc Chăn chuyển thủ đô từ Udong về Phnôm Pênh. Hai lần liền trong 1 tháng Nặc Chăn đến ngôi đền của người Việt gần Phnôm Pênh cúng bái để thể hiện sự biết ơn với vua Gia Long đã giúp đỡ ông chiến thắng trong cuộc chiến.
Năm 1816, bảo hộ Chân Lạp là Nguyễn Văn Thụy ốm xin giải chức; sai Chưởng cơ Lưu Phước Tường thay.
Năm 1824, Nặc Chăn, hiến tặng nhà Nguyễn thông qua Nguyễn Văn Thoại (để trả ơn Thoại), 3 vùng Chân Sum (còn gọi là Chân Thành hay Chân Chiêm, nằm giữa Giang Thành và Châu Đốc), Mật Luật (Ngọc Luật, cũng nằm giữa Giang Thành và Châu Đốc), Lợi Kha Bát (Prey Kabbas tỉnh Takeo). Nhà Nguyễn chỉ lấy 2 đất Chân Sum và Mật Luật (Mật Luật sau thành đất huyện Tây Xuyên). Chân Sum sau được phân vào hai huyện Hà Âm và Hà Dương từng thuộc phủ Tĩnh Biên tỉnh Hà Tiên, trước khi chia về cho tỉnh An Giang.
Năm 1833, quân Xiêm cùng Nặc Yêm, Nặc Đôn (Nặc Nguyên đã chết 1 năm trước đó) tấn công Chân Lạp và Đại Nam (Chiến tranh Việt – Xiêm (1833-1834)). Lần đánh này phe Xiêm thất bại.
Cuối năm giáp ngọ (1834), Nặc Chăn mất, không có con trai, quyền cai trị trong nước về cả mấy người phiên liêu là bọn Trà Long và La Kiên. Những người này đều là người Chân Lạp mà lại nhận quan chức Việt Nam.
Đến năm ất mùi (1835), Trương Minh Giảng xin lập người con gái của Nặc Chăn tên là Ang mey (Ngọc Vân) lên làm quận chúa, rồi đổi nước Chân Lạp ra làm Trấn tây thành, chia ra làm 32 phủ và 2 huyện. Đặt một tướng quân, một tham tán đại thần, một đề đốc, một hiệp tán, và 4 chánh phó lĩnh binh, để coi mọi việc quân dân. Ở các chỗ yếu hại, lại đặt chức tuyên phủ, an phủ để phòng ngự.
Năm 1843, người Xiêm đưa Ang Duong (Nặc Ông Đôn - là em trai sống ở Xiêm của vua Nặc Chăn, và là chú ruột nữ vương Ang Mey) lên ngôi ở U Đông.

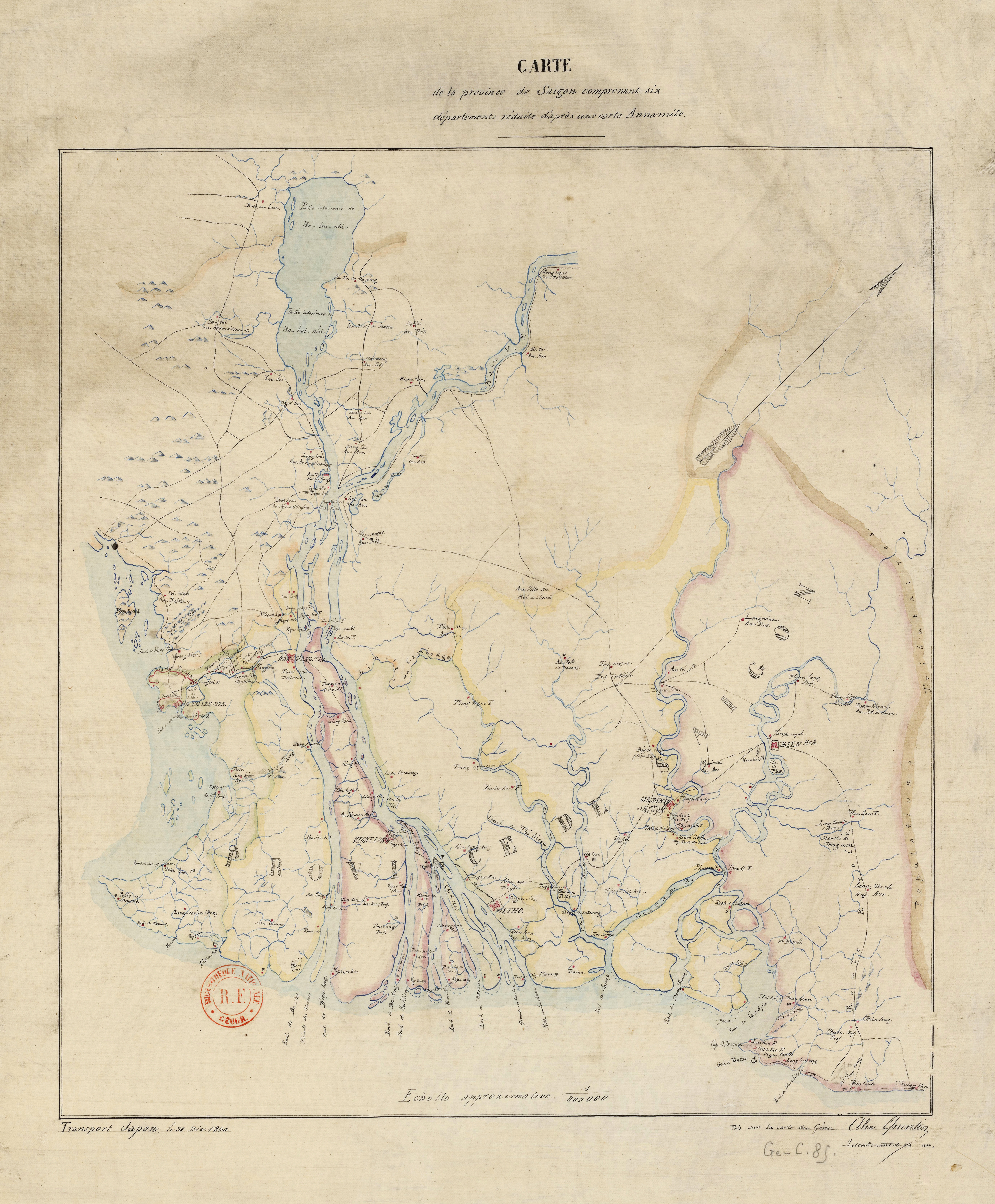
Các địa danh Nam Kỳ và Cao Miên (Trấn Tây) gọi theo cách gọi của người Việt: Thông Bình (Thong bigne F), Phù Nam (Phou-Nam), Nam Ninh (Nam-nigne), Lô An (Lou-an), La Kiết (La-Kiet), Tầm Vu (Tam-vou), Nam Vang (Nora-Vang), Kỳ Tô (Ki-to).

## Gia quyến
Vua Ang Chan có ít nhất bốn người vợ, nhưng đều không có con trai nối ngôi:
- Vương phi Tép (Anak Munang Devi), là con gái của cựu nhiếp chính Bên (Chao Phraya Abhaya Bhubet, Chiêu thùy Biện) tỉnh trưởng tỉnh Battambang, 1 tỉnh bán tự trị lệ thuộc vào cả Xiêm và Chân Lạp[9].
  - Sinh ra công chúa Ang Pen (Ngọc Biện 玉卞, Brhat Anak Angga, Ang Baen) (1809-1840). Được nhà Nguyễn phong là Lư An[12] huyện quân. Do có mẹ sống ở tỉnh thân Xiêm và có quan điểm thân Xiêm nên bị nhà Nguyễn không cho nối ngôi. Có lẽ bị giết năm 1840 ở dinh Long hồ sau vụ án Ngọc Biện thông đồng với phe thân Xiêm.
- Vương phi Krachap (Anak Munang Krachap)
  - Sinh ra công chúa Ang Mey (Ngọc Vân 玉雲, Samdach Brhat Anak Angga, Mei, Khieu (1815-1874?). Được phong Cao Miên quận chúa, nối ngôi vua cha.
- Vương phi Pèn (Anak Munang Pen, em gái của vương phi Krachap)
  - Sinh ra công chúa Ang Snguon (Ngọc Nguyên 玉源) (1829-1875). Được phong Tạp Ninh[13] huyện quân
- Vương phi Yos (Anak Munang Yos)
  - Sinh ra hoàng tử Poukombo (mất sau khi sinh vài giờ, năm 1818)
  - Công chúa Ang Pou (Ngọc Thu 玉秋, Samdach Brhat Maha Uparajini, Puyani) (1822-1878). Được phong Thâu Trung[14] huyện quân. Năm 1855, tái giá với người chú Ang Duong.